# Trifluorklormetan
Trifluorklormetan, även känt som R-13, CFC-13 och Freon 13 är en kemisk förening med formeln CClF3. Ämnet är en icke-brännbar, icke-frätande CFC. Ämnet används som köldmedium, men håller på att fasas ut på grund av dess ozonnedbrytande egenskaper. I enlighet med Montrealprotokollet skall tillverkningen av ämnet upphöra år 2010.

## Identifikatorer
PubChem 6392 

ChemSpiderID 6152 

InChIKey AFYPFACVUDMOHA-UHFFFAOYAV 

InChI 1/CClF3/c2-1(3,4)5 

RTECS PA6410000 

EG-nummer 200-894-4
| Egenskap                                                | Värde                   |
| ------------------------------------------------------- | ----------------------- |
| Densitet (ρ) vid -127,8 °C (flytande)                   | 1,603 g.cm-3            |
| Densitet (ρ) vid kokpunkten (gas)                       | 6,94 kg.m-3             |
| Densitet (ρ) vid 15 °C (gas)                            | 4,41 g.cm-3             |
| Trippelpunktstemperatur (Tt)                            | -181 °C (92 K)          |
| Kritisk temperatur (Tc)                                 | 28,8 °C (302 K)         |
| Kritiskt tryck (pc)                                     | 3,86 MPa (38.6 bar)     |
| Kritisk densitet (ρc)                                   | 5,5 mol.l-1             |
| Ångbildningsvärme vid kokpunkten                        | 149,85 kJ.kg-1          |
| Värmekapacitivitet vid konstant tryck (Cp) vid -34,4 °C | 0,06 kJ.mol-1.K-1       |
| Värmekapacitivitet vid konstant volym (CV) vid -34,4 °C | 0,051 kJ.mol-1.K-1      |
| Viskositet (η) vid 0 °C (gas)                           | 13,3 mPa.s (0,0133 cP)  |
| Viskositet (η) at 25 °C (gas)                           | 14,1 mPa.s (0,01440 cP) |
| Global warming potential (GWP)                          | 14 000 (CO2 = 1)        |